# Lisco Gloria
La Lisco Gloria è stata una nave traghetto appartenente alla compagnia danese DFDS Seaways.
Rimase distrutta in seguito a un grave incendio verificatosi il 9 ottobre 2010, durante il viaggio verso Klaipėda.

## Storia
La nave fu costruita nel 2001 presso il cantiere navale di Stettino come Golfo Dei Coralli per l'armatore Compagnia Sarda di Navigazione Marittima di Olbia. Tuttavia la compagnia italiana cancellò l'ordine prima della consegna, quindi fu acquistata da DFDS il 19 luglio 2002 e navigò sotto bandiera danese come Dana Gloria. Durante questo periodo venne impiegata sulla rotta tra Harwich e Esbjerg in sostituzione della Dana Anglia.
Nel giugno 2003 venne a sua volta sostituita dalla nave gemella, la Dana Sirena, anch'essa battente bandiera della Danimarca, che poteva trasportare ben 600 passeggeri, invece di 308. La nave fu successivamente trasferita alla Rasa Multipurpose Shipping, Klaipėda, venne ribattezzata Lisco Gloria e navigò per DFDS Lisco (incorporata in DFDS Seaways nel 2010) sulla rotta Klaipėda - Kiel. La nave navigava sotto bandiera lituana dal 1º giugno 2003.

## Incendio del 2010

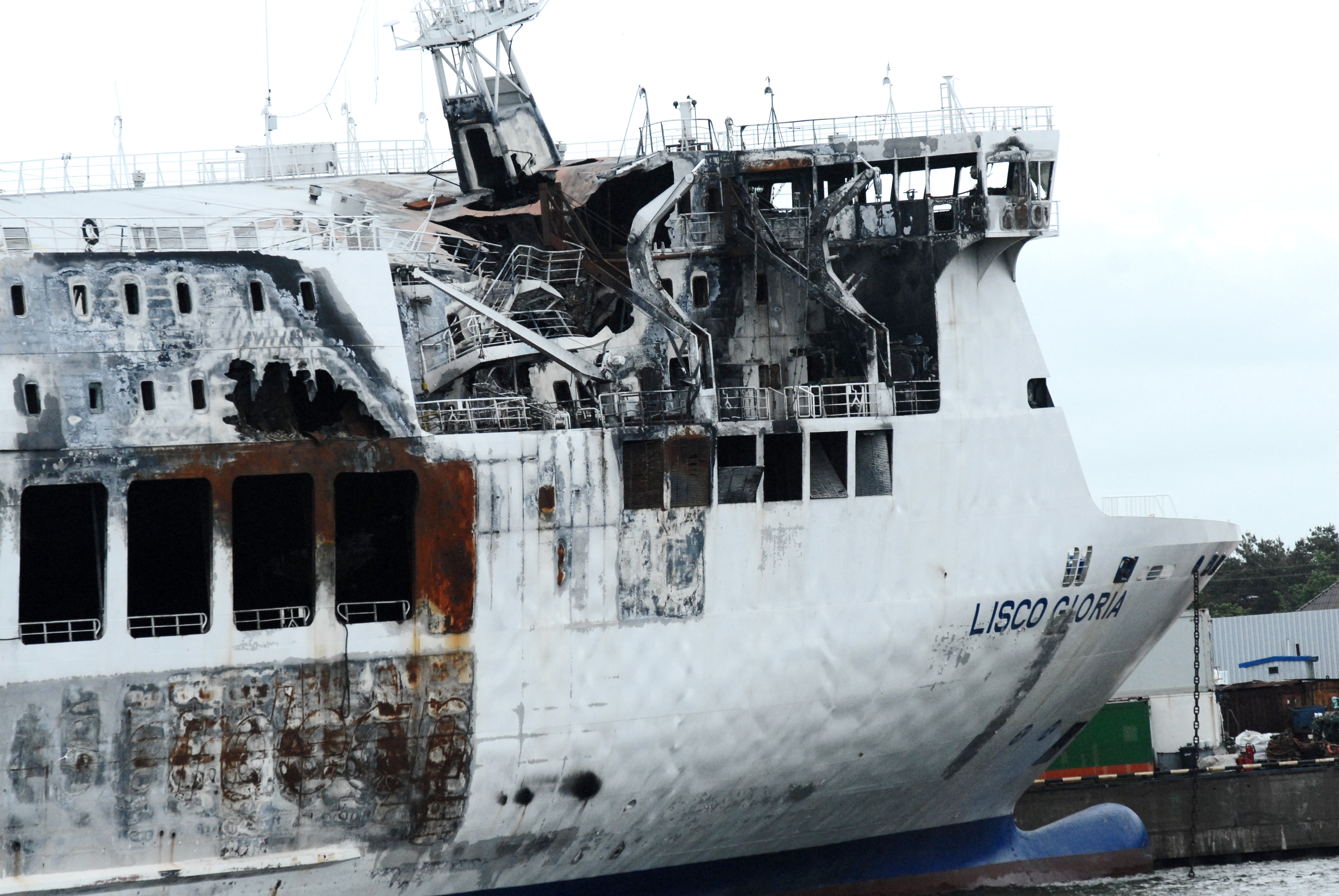
Il Lisco Goria dopo il fatale incendio

Il 9 ottobre 2010, la nave era in viaggio da Kiel a Klaipėda e trasportava 204 passeggeri e 32 membri dell'equipaggio, perlopiù cittadini lituani. Subito dopo la mezzanotte, mentre l'imbarcazione si trovava nella Fehmarn Belt, a circa 8-10 km a sud di Lolland, si verificò un'esplosione a bordo sul ponte auto, che provocò un incendio che si è subito esteso all'intera nave. Trovandosi in acque tedesche, tutti i passeggeri e l'equipaggio furono tratti in salvo da una nave dalla Guardia Costiera federale tedesca e da alcune navi più piccole recatesi sul sito, poi trasferiti su altri traghetti, la maggior parte a bordo della Deutschland. Tre persone, che avevano inalato del fumo, furono trasferite in ospedale tramite elicotteri. La Guardia Costiera federale tedesca affermò che l'incidente non fu causato da alcun attentato terroristico. Successivamente, la nave andò alla deriva finendo in acque danesi e la guardia costiera danese inviò una nave di contenimento del petrolio sul sito, poiché il Lisco Gloria aveva a bordo circa 200 tonnellate di olio combustibile. Una squadra tedesca riuscì ad accedere nella nave e a calarne l'ancora. Tuttavia, i funzionari affermarono che era quasi impossibile spegnere l'incendio e si sarebbero concentrati sul raffreddamento dello scafo per evitarne l'affondamento. Proprio a causa della quantità di acqua usata per estinguere il rogo, al mattino risultò inclinata di 15° su un fianco. Dopo l'incendio il traghetto fu rimorchiata per la prima volta a Odense, in Danimarca, dove venne dichiarata una perdita totale costruttiva. Il 16 febbraio 2011 iniziò il suo ultimo viaggio a Klaipėda, dove fu demolita in appena cinque mesi tra il 2011 e il 2012. Tuttavia, prima della demolizione, il nuovo proprietario esaminò l'eventuale possibilità di effettuare riparazioni, nonostante lo stato di perdita totale costruttiva a causa dei costi stimati superiori a 450 milioni di corone danesi.